# Ле-Вентру
Ле-Вентру́ (фр. Le Vintrou, окс. Lo Vintron) — коммуна во Франции, находится в регионе Юг — Пиренеи. Департамент — Тарн. Входит в состав кантона Мазаме-2 Валле-дю-Торе. Округ коммуны — Кастр.
Код INSEE коммуны — 81321.

## География

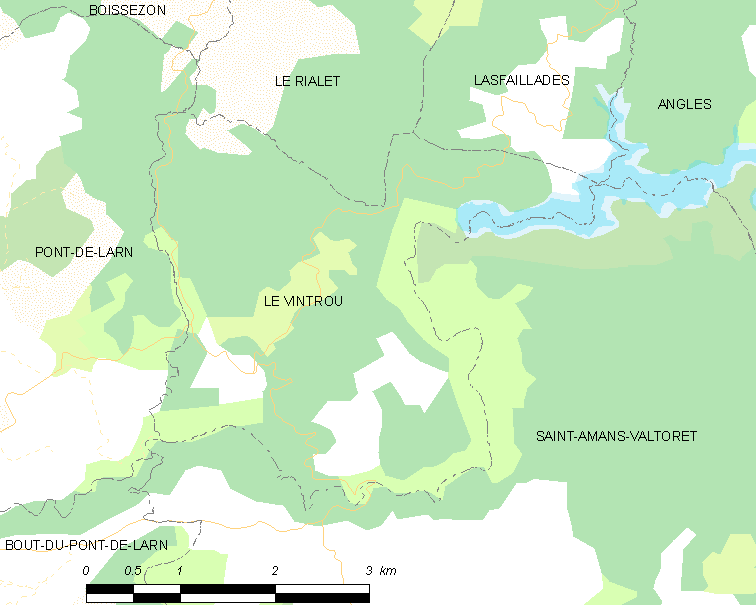
Карта коммуны

Коммуна расположена приблизительно в 600 км к югу от Парижа, в 85 км восточнее Тулузы, в 55 км к юго-востоку от Альби.
По территории коммуны протекает река Арн, на востоке расположено озеро Сен-Пер. Большую часть территории коммуны занимают леса.

## Климат
Климат умеренно-океанический. Зима мягкая и дождливая, лето жаркое с частыми грозами. Ветры довольно редки. 

## Население
Население коммуны на 2010 год составляло 85 человек.
| 1962 | 1968 | 1975 | 1982 | 1990 | 1999 | 2010 |
| ---- | ---- | ---- | ---- | ---- | ---- | ---- |
| 134  | 106  | 62   | 85   | 85   | 70   | 85   |

## Администрация
| Период | Период | Фамилия       | Партия | Примечания |
| ------ | ------ | ------------- | ------ | ---------- |
| 2001   | 2014   | Реми Фортанье |        |            |
| 2014   | 2020   | Жерар Кокий   |        |            |

## Экономика
В 2007 году среди 54 человек в трудоспособном возрасте (15—64 лет) 44 были экономически активными, 10 — неактивными (показатель активности — 81,5 %, в 1999 году было 78,6 %). Из 44 активных работали 39 человек (24 мужчины и 15 женщин), безработных было 5. Среди 10 неактивных 5 человек были учениками или студентами, 3 — пенсионерами, 2 были неактивными по другим причинам.